# Hunter McElrea
Hunter McElrea (Los Angeles, 21 novembre 1999) è un pilota automobilistico neozelandese, vincitore del Campionato australiano di Formula Ford nel 2018 e vice-campione della Indy NXT nel 2023.

## Carriera

### Gli inizi
Dopo aver corso in karting per diversi anni esordisce nel 2015 in monoposto. McElrea inizia a correre nella Formula Ford Queensland (neozelandese) con la scuderia di famiglia per poi passare alla serie australiana. Nel 2018 ottiene tredici vittorie e diventa il primo pilota non australiano a vincere la serie dal 1985.  

### Road to Indy
Nel dicembre 2018, McElrea ha vinto la Mazda Road to Indy Shootout, una borsa premio di $ 200.000 e la possibilità di correre nel campionato nazionale statunitense F2000 con il team Pabst Racing. Nel campionato ottiene quattro vittorie e altri otto podi chiudendo secondo nella serie dietro a Braden Eves.
Nel 2020 passa alla Indy Pro 2000 sempre con Pabst Racing: nel suo anno da esordiente ottiene sei podi e nell'ultima gara stagionale ottiene la sua prima vittoria. Nel 2021 continua nella serie e ottiene tre vittorie chiudendo terzo in classifica dietro a Christian Rasmussen e Braden Eves.
Nel 2022 passa alla Indy Lights con il team Andretti Autosport. Dopo aver conquistato tre podi arriva sul Circuito di Mid-Ohio la sua prima vittoria nella serie davanti a Matthew Brabham e Linus Lundqvist. La sua seconda vittoria arriva sul circuito ovale Iowa Speedway superando Rasmussen negli ultimi giri. Nel resto della stagione il neozelandese ottiene altri due podi e chiude quarto in classifica, primo tra gli esordienti. L'anno seguente rimane nella serie che viene rinominata Indy NXT. Ottiene due vittorie, la prima ad Indianapolis e la seconda a Laguna Seca. Grazie ad altri quattro podi diventa vice-campione nella serie dietro a Christian Rasmussen. 

### IndyCar
Esordisce in IndyCar Series nel round del Exhibition Place a Toronto con il team Dale Coyne Racing sostituendo Conor Daly.

### Endurance
Nel 2024 McElrea esordisce nell'endurance correndo per il team TDS Racing correndo nella classe LMP2 del Campionato IMSA WeatherTech SportsCar. Nella 12 Ore di Sebring insieme a Mikkel Jensen e Steven Thomas ottiene il secondo posto.

## Risultati

### Riassunto della carriera
| Stagione | Serie                               | Team                        | Gare | Vittorie | Pole | G/v | Podi | Punti | Pos. |
| -------- | ----------------------------------- | --------------------------- | ---- | -------- | ---- | --- | ---- | ----- | ---- |
| 2015     | Queensland Formula Ford             | McElrea Racing              | 3    | 2        | 1    | 0   | 3    | 83    | NC   |
| 2016     | Formula Ford australiana            | Torelli Motorsport          | 12   | 0        | 0    | 0   | 0    | 78    | NC   |
| 2016     | Queensland Formula Ford 1600 Series | McElrea Racing              | 8    | 6        | 1    | 3   | 8    | 117   | NC   |
| 2017     | Formula Ford australiana            | Sonic Motor Racing Services | 17   | 2        | 2    | 3   | 9    | 189   | 4°   |
| 2018     | Formula Ford australiana            | Sonic Motor Racing Services | 21   | 13       | 3    | 7   | 16   | 321   | 1°   |
| 2019     | U.S. F2000 National                 | Pabst Racing                | 15   | 4        | 5    | 3   | 12   | 356   | 2°   |
| 2020     | Indy Pro 2000                       | Pabst Racing                | 17   | 1        | 0    | 2   | 6    | 320   | 5°   |
| 2021     | Indy Pro 2000                       | Pabst Racing                | 18   | 3        | 5    | 1   | 7    | 378   | 3°   |
| 2022     | Indy Lights                         | Andretti Autosport          | 14   | 2        | 3    | 1   | 7    | 460   | 4°   |
| 2023     | Indy NXT                            | Andretti Autosport          | 14   | 2        | 2    | 3   | 6    | 474   | 2°   |
| 2024     | IMSA - LMP2                         | TDS Racing                  | 3    | 0        | 0    | 1   | 1    | 799*  |      |

* Stagione in corso.

### Risultati Indy Lights / indy NXT
| Anno | Team               | 1       | 2      | 3      | 4     | 5      | 6     | 7     | 8       | 9       | 10    | 11    | 12     | 13    | 14    | Punti | Pos. |
| ---- | ------------------ | ------- | ------ | ------ | ----- | ------ | ----- | ----- | ------- | ------- | ----- | ----- | ------ | ----- | ----- | ----- | ---- |
| 2022 | Andretti Autosport | STP 14L | ALA 12 | IMS 2L | IMS 6 | DET 12 | DET 2 | ROA 3 | MOH 1L* | IOW 1L* | NAS 3 | WOR 5 | POR 5  | LAG 3 | LAG 8 | 460   | 4°   |
| 2023 | Andretti Autosport | STP 5   | ALA 13 | IMS 4  | DET 7 | DET 4  | ROA 3 | MOH 4 | IOW 5   | NAS 2   | IMS 1 | GAT 3 | POR 15 | LAG 1 | LAG 2 | 474   | 2°   |

### Risultati IMSA
| Anno | Team       | Classe | Auto            | 1      | 2     | 3     | 4   | 5   | 6   | 7   | Punti | Pos. |
| ---- | ---------- | ------ | --------------- | ------ | ----- | ----- | --- | --- | --- | --- | ----- | ---- |
| 2024 | TDS Racing | LMP2   | Oreca 07-Gibson | DAY 13 | SEB 2 | WGL 9 | MOS | ELK | IMS | PET | 799*  |      |

*Stagione in corso.

### IndyCar Series
| Anno | Squadra           | Telaio       | Motore    | 1   | 2   | 3   | 4   | 5    | 6   | 7   | 8   | 9   | 10  | 12  | 13     | 14  | 15  | 16  | 17  | 18  | Punti | Pos. |
| ---- | ----------------- | ------------ | --------- | --- | --- | --- | --- | ---- | --- | --- | --- | --- | --- | --- | ------ | --- | --- | --- | --- | --- | ----- | ---- |
| 2024 | Dale Coyne Racing | Dallara DW12 | Chevrolet | STP | LBH | ALA | IMS | INDY | DET | ROA | LAG | MDO | IOW | IOW | TOR 24 | GAT | POR | MIL | MIL | NSH | 6*    |      |

* Stagione in corso.